# Mouhers

Mouhers este o comună în departamentul Indre, Franța. În 1 ianuarie 2022 avea o populație de 205 de locuitori.